# Kraj morawsko-śląski
Kraj morawsko-śląski (cz. Moravskoslezský kraj), do 30 maja 2001 r. kraj ostrawski (cz. Ostravský kraj) – region administracyjny w Czechach, odpowiednik polskiego województwa, przy granicy ze Słowacją i Polską, u ujścia Opawy i Ostrawicy do Odry. Stolicą kraju jest Ostrawa. Jego obszar wchodził do 31 grudnia 2020 w skład okręgu terytorialnego kraj północnomorawski.
W czasach Czechosłowacji region nazywany był stalowym sercem kraju. Do tej pory dominującą gałęzią gospodarki jest tu przemysł ciężki, zwłaszcza hutnictwo stali.

## Informacje ogólne
Kraj obejmuje północne Morawy i większą część Śląska Czeskiego (czeską część Śląska Cieszyńskiego (w tym Zaolzie), Śląsk Opawski i kraik hulczyński oraz miejscowość Heřmanovice, która położona była w dolnośląskim księstwie nyskim). W przeszłości na Śląsku Opawskim znajdowały się również liczne morawskie enklawy, głównie w okolicach Opawy oraz miasta Zlaté Hory. Na południu sąsiaduje z krajem zlińskim, na zachodzie z krajem ołomunieckim, na północy z polskim woj. opolskim oraz woj. śląskim, na południowym wschodzie ze słowackim krajem żylińskim.

## Warunki geograficzne
Kraj morawsko-śląski leży na granicy Masywu Czeskiego i Karpat Zachodnich.
Najwyższe wzniesienie – Pradziad (1491 m n.p.m.) w paśmie Jesioników na granicy z krajem ołomunieckim. Na przeciwnym krańcu regionu leży Łysa Góra (cz. Lysá hora) (1324 m n.p.m.) w pasmie Beskidu Morawsko-Śląskiego na granicy z krajem zlińskim. Niższe pasmo górskie to Beskid Śląski na pograniczu z Polską. Północny zachód obszaru to wyżyna w dorzeczu Odry i jej dopływów.
Większość kraju poprzez rzekę Odrę i jej dopływy (Opawę, Ostrawicę, Olzę oraz Osobłogę) należy do zlewni Morza Bałtyckiego. Teren Niskiego Jesionika w okolicach Rýmařova oraz część powiatu Nowy Jiczyn poprzez Morawę należy do zlewni Morza Czarnego.
Pomimo przemysłowego charakteru kraju jest w nim szereg obszarów chronionych – odpowiedników parków krajobrazowych. Są to CHKO Beskidy, CHKO Jesioniki oraz CHKO Poodří. Ponadto jest tu 131 niewielkich rezerwatów przyrody.

## Podział administracyjny
Region podzielony jest na 300 gmin, z czego 22 gminy z poszerzonymi kompetencjami, które po reformie administracyjnej, od 1 stycznia 2003, stały się jednostkami podziału administracyjnego. Na mocy tej samej reformy powiaty nie są już jednostką podziału administracyjnego Czech. Podział na powiaty zachowały jednak sądy, policja i niektóre inne urzędy państwowe. Został on również zachowany dla celów statystycznych. Kraj morawsko-śląski dzieli się na 6 powiatów.
| Powiat         | Gminy z poszerzonymi kompetencjami                             |
| -------------- | -------------------------------------------------------------- |
| Bruntál        | Bruntál, Karniów, Rýmařov                                      |
| Frýdek-Místek  | Frydek-Mistek, Frýdlant nad Ostravicí, Jabłonków, Trzyniec     |
| Karwina        | Bogumin, Czeski Cieszyn, Hawierzów, Karwina, Orłowa            |
| Nowy Jiczyn    | Bílovec, Frenštát pod Radhoštěm, Kopřivnice, Nowy Jiczyn, Odry |
| Opawa          | Hlučín, Kravaře, Opava, Vítkov                                 |
| Ostrawa-miasto | Ostrawa                                                        |

## Historia
W czasach monarchii austro-węgierskiej tereny te częściowo należały do margrabstwa morawskiego, a częściowo do Śląska Austriackiego.
W latach 1949–1960 większość dzisiejszego kraju morawsko-śląskiego podzielona była pomiędzy dwa – ostrawski (większość terenów) oraz ołomuniecki. Po roku 1960 obszar kraju morawsko-ślaskiego znalazł się w granicach kraju północnomorawskiego (cz. Severomoravský kraj), który to stan trwał do 31 grudnia 1999 roku.
Kraj morawsko-śląski powstał w wyniku reformy administracyjnej w 2000. Sąd krajowy w Ostrawie jednak nadal ma jurysdykcję na obszarze kraju północnomorawskiego z 1960 r.

## Ludność
Kraj ten ma największą liczbę mieszkańców w Czechach oraz największą gęstość zaludnienia – 230 mieszkańców na km² (przy średniej 130 mieszk./km² w Czechach). Największa gęstość zaludnienia występuje w powiecie ostrawskim – 453 mieszk./km², najmniejsza w powiecie Bruntal – 63 mieszk./km². Mimo dużego napływu po II wojnie światowej Czechów z głębi kraju na dużej części tego terenu, w czeskiej części Śląska Cieszyńskiego mieszka rdzenna społeczność Ślązaków (tzw. Cieszyniocy; jako Ślązacy w spisie określiło się 11 317 osób), a także na większości tego obszaru (Zaolzie) mniejszość polska (według spisu z 2011 roku – 28 430 osób w całym kraju morawsko-śląskim). Osobną grupą etniczną są drudzy co do liczby, po Czechach, Słowacy, a także mniej liczne społeczności Morawian, Niemców, Romów, Wietnamczyków i Ukraińców.

## Gospodarka
Na terenie tej jednostki administracyjnej występują złoża węgla kamiennego eksploatowane przez liczne kopalnie w Zagłębiu Ostrawsko-Karwińskim oraz duże huty stali w Ostrawie i Trzyńcu. Rozbudowany przemysł maszynowy.
Około połowy obszaru zajmują tereny rolnicze, a 35% lasy, głównie w Beskidach i Jesionikach.

## Kultura, sport, zabytki
Centrum kulturalnym kraju morawsko-śląskiego jest jego stolica Ostrawa. Na jego obszarze znajduje się 19 teatrów, 63 muzea, 99 galerii sztuki, 63 kina, 429 bibliotek. Ponadto 113 stadionów sportowych i 26 lodowisk nie licząc setek lokalnych boisk, hal sportowych i basenów. Na uwagę zasługuje teatr w Czeskim Cieszynie – Těšínské Divadlo ze sceną czeską i polską. W Ostrawie swoją siedzibę ma Orkiestra Symfoniczna Janáčka. Ponadto znajduje się tu wiele pamiątek historycznych – zamków i pałaców oraz założeń urbanistycznych. Takimi są historyczne centra miast Nowy Jiczyn, Příbor, oraz Štramberk, zamki Hradec nad Moravicí, Radun, Kravaříce na Opavsku oraz Fulnek, pałace Sovinec nad Rýmařov, Starý Jičín oraz Hukvaldy w Beskidach. Interesujące są też muzea: automobilizmu w Kopřivnicy, wagonów kolejowych w Studénce oraz górnictwa w dzielnicy Ostrawy Petřkovicach.
W górach liczne wyciągi narciarskie i rozbudowana baza hotelowo-noclegowa.

## Transport
Po podziale Czechosłowacji na dwa niezależne państwa, województwo stało się ważnym węzłem komunikacyjnym na styku Czech, Słowacji i Polski. W latach 2002–2010 budowana była autostrada D1 pomiędzy Lipníkem nad Bečvou a Boguminem w pobliżu granicy polskiej, a dzięki jej otwarciu Kraj morawsko-śląski uzyskał połączenie autostradowe z Pragą. Po stronie polskiej w 2012 r. oddano do użytku autostradę A1, która na granicy państwowej w pobliżu czeskiego Bogumina (Věřňovice) i polskiego Wodzisławia Śląskiego (Gorzyczki), łączy się z czeską autostradą D1. Tym samym kraj morawsko-śląski ma zapewnione połączenie autostradowe z Polską. Ponadto przez województwo przebiegają dwie trasy międzynarodowe – E75 oraz E462.
Ostrawa z Boguminem tworzą ważny węzeł kolejowy. W Boguminie krzyżują się linie kolejowe łączące Polskę (stacje w Chałupkach i Zebrzydowicach), Słowację (Czadca) i Czechy (Ostrawa).
Największym w regionie lotniskiem jest port lotniczy Ostrava-Mošnov drugi co do wielkości w Czechach, o lokalnym znaczeniu, około 20 kilometrów od Ostrawy. Przystosowany do lądowania najcięższych samolotów – długość pasa startowego 3600 metrów.

## Szkolnictwo
Na terenie Województwa znajduje się: 36 gimnazjów, 85 średnich szkół zakładowych, 56 pomaturalnych szkół zawodowych, 10 wyższych uczelni zawodowych i cztery szkoły wyższe: Wyższa Szkoła Górnicza – Uniwersytet Techniczny w Ostrawie, Uniwersytet Ostrawski, Uniwersytet Śląski w Opawie oraz Wyższa Szkoła Zawodowa w Ostrawie. Razem 14 wydziałów i ponad 25 000 studentów.